# Pionjärtrupper
Pionjärtrupper var i Sverige en lättare variant av ingenjörförband med brobyggnad, minering/minröjning och full stridskapacitet som specialisering. Pionjärförband fanns som stridande pluton vid de olika infanteriutbildningsregementena. I Finland är det benämningen på ingenjörtrupper.